# Linji (szkoła chan)
Linji zong (臨濟宗) – szkoła chan założona przez chińskiego mistrza chan Linji Yixuana około 850 r. Była spadkobierczynią szkoły hongzhou, stosowała więc różne, nieraz ekstremalne, sposoby nauczania z mocnym naciskiem na praktykę gong’anów. W Korei szkoła znana jest jako imje, w Japonii – jako rinzai, w Wietnamie – jako lâm tế – w obu krajach istnieje do dziś.

## Historia i nauczanie

### Okres największego rozwoju
Początkowo szkoła linji była jednym z tzw. pięciu domów chan (szkół) jego środkowego okresu rozwoju. Istniała tylko na północy Chin. Dopiero mistrz chan Fenyang Shanzhao (947–1024) przeniósł nauki szkoły na południe Chin powodując jej niezwykłą ekspansję. Szkoła linji powróciła do swej kolebki, bo przecież jej praktyka była rozwinięciem nauk Szóstego Patriarchy Huinenga i jego spadkobierców, czyli szkoły hongzhou. Zdynamizowało to szkołę tak, że po kilku lub najwyżej kilkunastu pokoleniach mistrzów trzy szkoły: yunmen, guiyang i fayan zaniknęły wzbogacając chan o różne sposoby podejścia do praktyki i różne metody pracy z uczniami. Ostatnią szkołą, która uległa dominacji szkoły linji była szkoła caodong.
Mistrzowie szkoły linji, jako bezpośredni spadkobiercy tradycji szkoły hongzhou nie stronili od gwałtownych, wstrząsowych metod nauczania. Samo nauczanie było zawsze dostosowane do poziomu i charakteru uczniów. Było ono oparte na dwóch teoretycznych podstawach stworzonych przez mistrza założyciela pod wpływem nauk szkoły huayan, a zwłaszcza teorii dharmadhatu. Były to
- Cztery Procesy Wyzwolenia z Subiektywności i Obiektywności
- Cztery Związki Pomiędzy Pytającym a Odpowiadającym.

Prowadziły one ucznia do wyzwolenia poprzez odrzucenie wszelkich złud i nieprzywiązywanie się do czegokolwiek. Nawet do Buddy, patriarchów chan i nauczycieli.
W wielkim stopniu na ukształtowanie się stylu nauczania szkoły wpłynął taoizm. Takie terminy stosowane przez Linji jak wushi i wuqiu miały związek z doktryną wu wei – niedziałania. Linji wyraził to w zdaniu Poszukiwać Buddy, to tracić Buddę; poszukiwać Dao, do tracić Dao; poszukiwać patriarchów, to tracić patriarchów.
W tej właśnie szkole rozwijano metodę gong’anów, tak że stała się ona w końcu podstawową metodą nauczania i dziś pojęcie gong’anu kojarzone jest właśnie z tą tradycją.
Ponieważ szkoła ta odziedziczyła Dharmę poprzedniej szkoły hongzhou, to również i ona reprezentowała styl nagłe oświecenie–nagła praktyka (chiń. dunwu dunxiu). Było to tak ważne dla Linji, że separował się od wszelkich form medytacji buddyjskiej, które zajmowały się stopniowym postępem i próbowały objaśniać cały proces racjonalnie. Podkreślał Oświecenie jest osiągane natychmiast. Nigdy nie teoretyzował na ten temat ani nawet nie próbował go opisywać czy objaśniać jego natury. Dla niego, jak i dla całej szkoły, było jasne, że oświecenie znajduje się w codziennych czynnościach prawdziwego, zwyczajnego człowieka, który jest żyjącym oświeceniem.
W XI w. szkoła linji podzieliła się na dwa odłamy yangqipai (założycielem był mistrz chan Yangqi Fanghui) i huanglongpai (założycielem był mistrz chan Huanglong Huinan). Chińskie słowo pai oznacza dosłownie skrzydło i zatem jest używane na określenie filii, odgałęzień, odłamów itp. Chociaż Dharmę huanglong przeniósł do Japonii Eisai Myoan, to tradycja ta po kilku pokoleniach mistrzów zaniknęła zarówno w Chinach, jak i Japonii. Wszystkie linie transmisji Dharmy szkoły linji pochodzą dziś od odgałęzienia yangqi.

#### Linia przekazu Dharmy
Oto podstawowa linia przekazu od Huangbo do Huanglonga. Pełniejsze linie przekazu szkoły linji – poniżej.
Pierwsza liczba oznacza liczbę pokoleń mistrzów od 1. Patriarchy indyjskiego Mahakaśjapy.
Druga liczba oznacza liczbę pokoleń od 28/1 Bodhidharmy, 28 Patriarchy Indii i 1 Patriarchy Chin.
- 37/10. Huangbo Xiyun (zm. 850)
  - 38/11. Linji Yixuan (ur. pom. 810 a 815, zm. 27.5.866) szkoła linji
    - 39/12. Xinghua Cunjiang (830–888)
      - 40/13. Nanyuan Huiyong (860–930) (także Baoying)
        - 41/14. Fengxue Yanzhao (896–973)
          - 42/15. Shoushan Xingnian (926–993) (także Baoying Sheng/Xingnian)
            - 43/16. Fenyang Shanzhao (947–1024) ekspansja na południe Chin
              - 44/17. Ciming Chuyuan (968–1039) (także jako Shishuang Chuyuan)
                - 45/18. Yangqi Fanghui (992–1049) szkoła yangqi
                - 45/18. Huanglong Huinan (1002–1069) szkoła huanglong

### Okres kryzysu
Buddyzm, a tym samym szkoła chan, która była dominującą w nim siłą, rozwijał się jeszcze w okresie dynastii Song i nawet w okresie dynastii Yuan. Jednak już wiek XV i XVI są okresem głębokiego kryzysu buddyzmu. Szkoła chan zapadła w głębokie uśpienie. Jak głęboka to była zapaść świadczy to, że w okresie ponad 150 lat od końca XIV w. do początków XVI w. zanotowano tylko cztery nazwiska mistrzów chan. Byli nimi Konggu Jinglong (1387–1466), Chushan Shaoqi (1403–1473), Dufeng Jishan (1443–1623) i Xiaoyan Debao (1512–1581).
Jak zanotował Huang Zongxi (1610–1695):
| Przed erą Wanli, styl nauczania chanu prawie całkowicie zaniknął. [Linie przekazu] yunmen, fayan i guiyang wszystkie wyginęły. Nauki szkoły caodong były przekazywane tylko w tajemnicy. Linji wydawała się także na granicy wymarcia |

W szkole linji, która zachowała się w najlepszym stanie – jeśli chodzi o liczbę mnichów, a nie o poziom nauczania – zniknęło bezpowrotnie wiele linii przekazu. Prawdziwe nauczanie chanu zostało zapomniane. Nie znano genealogii linii przekazu. Gong’any czytano bez ich zrozumienia. Pierwszym mistrzem w tym kryzysowym okresie, który propagował praktykę medytacji chanistycznej, był Yungu Fahui (1500–1579). W swoim klasztorze Tianjie wprowadził w 1549 r. 7-dniowe odosobnienia medytacyjne i nauczał techniki kanhua. Jednym z jego uczniów był przez jakiś czas Hanshan Deqing.
Pod koniec okresu panowania dynastii Mingów pojawiła się trójka mistrzów chan, którzy byli prekursorami rewitalizacji chanu (i w ogóle buddyzmu) w XVII w. Byli to Zibo Zhenke (1543–1603), Yunqi Zhuhong (1535–1615) i wspomniany już Hanshan Deqing.

### Rewitalizacja szkoły linji w XVII w.
Po 200-letnim okresie regresu całej szkoły chan, pod koniec XVI i na początku XVII w. chan, a więc już tylko 2 szkoły – caodong i linji – rozpoczęły proces rewitalizacji.
Jednak już nieco wcześniej pojawiali się prekursorzy, którzy usiłowali przywrócić podstawy prawidłowej praktyki w klasztorach.
Zapewne pierwszym mistrzem w tym kryzysowym okresie, który propagował praktykę medytacji chanistycznej, był Yungu Fahui (1500–1579). W swoim klasztorze Tianjie wprowadził w 1549 r. 7-dniowe odosobnienia medytacyjne i nauczał techniki pracy z gong’anem – kanhua. Jednym z jego uczniów był przez jakiś czas Hanshan Deqing.
Chan został zrewitalizowany bazując teoretycznie na ideałach stworzonych w okresie Tang (618–907) i Song (960–1272).
Za prekursorów tego renesansu chanu uważa się trzech mistrzów chanu z końcowego okresu dynastii Ming. Byli nimi: Zibo Zhenke (1543–1603), Yunqi Zhuhong (1635–1615) i Hanshan Deqing (1546–1623). Ukształtowali oni w wielkiej mierze kształt chanu pod koniec Mingów. Był to okres panowania cesarza Wanli (1573–1620). Wszyscy oni uważali, że praktyka chan powinna być połączona z praktyką Szkoły Czystej Krainy.
Nową fazę ożywienia spowodowała działalność takich mistrzów jak Miyun Yuanwu (1566–1642), Hanyue Fazang (1573–1635), Feiyin Tongrong (1593–1662) i Muchen Daomin (1596–1674). Ich linie przekazu zdominowały XVII-wieczny chan.
Przywrócono medytację jako najważniejszą praktykę klasztorną oraz pracę z gong’anami. Miyun odnowił styl linji włącznie z uderzeniami i okrzykami.
Już Hanshan zauważył upadek monastycyzmu i poszczególnych klasztorów spowodowany błędnym instytucjonalnym systemem. Kiedy w 1600 r. prowadził klasztor Caoxi w Guangdong postanowił naprawić system i stworzył 10 paragrafów nowych reguł dla domu medytacji w klasztorze. Nastawione one były raczej na aspekty administracyjne klasztoru publicznego. Było to niezmiernie ważne, bowiem zdarzały się nawet wypadki śmierci głodowej mistrzów chan.
Starano się także odrestaurować linie przekazu Dharmy. Z dwóch głównych gałęzi szkoły linji, czyli yangqi i huanglong, przetrwała tylko ta pierwsza. Najważniejsze linie przekazu stworzyli dwaj wybitni uczniowie mistrza Yuanwu Keqina (1063–1135) – Dahui Zonggao (1088–1163) i Huqiu Shaolong (1077–1136). Chociaż Dahui był o wiele bardziej znany, to XVII-wieczny chan pochodził głównie z linii spadkobierców Huqiu. Już w okresie dynastii Yuan ta linia wzmocniła się dzięki wybitnemu mistrzowi Zhongfengowi Mingbenowi (1263–1323), który nauki szkoły linji uczynił naprawdę ortodoksyjnymi.
Chociaż ta linia jest miejscami niejasna (zwłaszcza we wczesnym i środkowym okresie dynastii Mingów), za jej spadkobiercę uważał się mistrz Xiaoyan Debao. Jednym z jego spadkobierców był Huanyou Zhengchuan, nauczyciel m.in. Miyuna Yuanwu.
Po XVII-wiecznej rewitalizacji chan (tak jak i cały buddyzm) zaczął znowu popadać w regres. Jedną z głównych przyczyn wewnętrznych było słabe ugruntowienie praktyki chan. Była ona kształtowana według wyobrażeń mistrzów chan na temat tego, jak praktyka wyglądała w okresie Tang i Song. Była zrytualizowana i pozbawiona spontaniczności. Ponieważ mistrzowie wiedzieli, że w szkole linji praktykowano uderzenia i okrzyki, uderzali i krzyczeli. Nie wyłaniało się to jednak ze spontanicznie powstałej sytuacji podczas spotkania mistrza z uczniem, a było po prostu regułką. Dlatego praktyka szkoły linji nie była autentyczna, co osłabiało jej efekt. Początkowo, gdy przywrócono te praktyki, spełniały one swoje zadanie, bo dla praktykujących „chan czystej krainy” były one nowością. Szybko jednak uległy skostnieniu i rytualizacji.

### Najważniejsze linie przekazu w XVII w.
Pierwsza liczba oznacza pokolenie od Bodhidharmy.
Druga liczba oznacza pokolenie od Linjiego Yixuana
Trzecia liczba oznacza początek nowej generacji w innym kraju
- 39/29. Huanyou Zhengchuan
  - 40/30. Xuejiao Yuanxin postanowił zrekreować szkołę yunmen
  - 40/30. Tianyin Yuanxiu (1575–1635)
    - 41/31. Ruo’an Tongwen (1604–1655)
    - 41/31. Shanci Tongji (1608–1645)
    - 41/31. Yulin Tongxiu (1614–1675)
      - 42/32. Maoxi Xingsen (1614–1677)
      - 42/32. Baisong Xingfeng (1612–1674) opat Shanquan si
      - 42/32.
        - 43/33. Meng’an Chaoge (1639–1708)
          - 44/34. Jialing Xingyin (1671–1726)

  - 40/30. Miyun Yuanwu (1566–1642) 12 spadkobierców
    - 41/31. Chaozong Tongren (1604–1648)
    - 41/31. Muyun Tongmen (1599–1671
    - 41/31. Poshan Haiming (1577–1666)
      - 42/32. Zhangrue Tongzui (1610–1693)

    - 41/31. Hanyue Fazang[a] (1573–1635)
      - 42/32. Tanji Hongren (1599–1638)
      - 42/32. Jiqi Hongchu (1605–1672)
      - 42/32. Liu Daozhen (bd)
      - 42/32. Dingmu Hongche (bd)
      - 42/32. Jude Hongli (1600–1667)
        - 43/33. Huishan Jiexian (1610–1672)
        - 43/33. Bo’an Zhengzhi (1599–1676)

    - 41/31. Muchen Daomin (1596–1674)
      - 42/32. Shouzun Yuanzhao (1647–1729)
        - 43/33/1. Wietnam tradycja Nguyên Thiều w ramach szkoły lâm tế (czyli linji)

    - 41/31. Feiyin Tongrong (1593–1661) 64 spadkobierców
      - 42/32. Hanpu Xingcong (1610–1666)
      - 42/32. Baichi Xingyuan (1611–1662)
      - 42/32. Shujian Huihai (bd)
      - 42/32. Gengxin Xingmi (bd)
        - 43/33. Daozhe Chaoyuan (1602–1662) Japonia, Nagasaki.
          - 44/34/1. Bankei Yōtaku (1622–1793) był jego uczniem przez rok, otrzymał nawet inka, ale nie został jego spadkobiercą

      - 42/32. Yinyuan Longqi (1592–1673) szkoła ōbaku
        - 43/33. Yelan Xinggue (1613–1651)
        - 43/33. Yiran Xingrong (1601–1668)
        - 43/33. Huimen Rupei (1615–1664)

## Transmisje

### Korea
Z tzw. dziewięciu górskich szkół sŏn aż osiem dziedziczyło Dharmę szkoły hongzhou (której spadkobierczynią była linji zong) a tylko jedna pochodziła z linii przekazu Dharmy, która prowadziła do szkoły caodong. Natomiast bezpośrednie nauki szkoły linji zostały wprowadzone do Korei przez trzech mnichów T’aego Poŭ (1301–1382), Hyeguna (1320–1376) i Kyonghana (1299–1375). T’aego nazwał swoją szkołę imje, co było koreańskim oddaniem nazwy linji. Ta tradycja przetrwała do 1392 r., kiedy to na skutek prześladowań buddyzmu w Korei wszystkie szkoły sŏn połączyły się w jedną nazwaną chogye. Tradycje praktyki kunganowej (chiń. Koan) i dynamika nauczania imje były tak mocne, że tradycja linji zdominowała całkowicie typ nauczania. Do dziś koreański sŏn zachował wszystkie typowe elementy szkoły linji.

### Japonia
Jako pierwszy nauki szkoły linji przeniósł w 1191 r. Eisai Myoan (1141–1225), uczeń mistrza chan Xu’ana Huaichanga (bd). W Japonii szkoła stała się znana jako rinzai-shū, bo tak czytają znaki linji (臨濟宗) Japończycy. Jednak praktyka Eisaia była zmieszana z praktykami szkoły tendai (chiń. tiantai). Innym Japończykiem, który przeniósł nauki linji był Enni Ben’en (1201–1280), uczeń mistrza Wuzhuana Shifana. Powrócił do Japonii w 1241 r. Innymi byli: Shinchi Kakushin (1207–1298), uczeń słynnego mistrza Wumena Huikaia (1182–1260) i nieco później Nampo Jōmyō (1235–1309) znany także jako Daiō Kokushi, uczeń mistrza chan Xutanga Zhiyu. Było także kilku chińskich mistrzów, którzy udali się do Japonii i tam nauczali, jak np. Lanxi Daolong, Wu’an Puning (1197–1276), Daxiu Zhengnian (1214–1289) i Wuxue Ziyuan (1226–1286); wszyscy związani byli z Kamakurą.

### Wietnam
Chociaż praktyka chan do Wietnamu została wprowadzona bardzo wcześnie (zobacz: chan), to bezpośrednio szkoła linji, czyli po wietnamsku lâm tế, w linii przekazu yangqi została przeniesiona dopiero w drugiej połowie XVII wieku. W 1683 r. przybył z Chin Nguyên Thiều (zm. 1712), założył klasztor Thập Tháp, a w 1696 r. szkołę lâm tế. Z tej właśnie linii przekazu Dharmy wywodzi się współczesny mistrz thiền (chiń. chan) Trung Quang Nhất Hạnh, bardziej znany jako Thích Nhất Hạnh, 42 mistrz tej linii po Linji Yixuanie.

## Linie przekazu Dharmy
Pierwsza liczba oznacza liczbę pokoleń mistrzów od 1. Patriarchy indyjskiego Mahakaśjapy.
Druga liczba oznacza liczbę pokoleń od 28/1 Bodhidharmy, 28 Patriarchy Indii i 1 Patriarchy Chin.
Trzecia liczba oznacza początek nowej linii przekazu w danym kraju.
- 36/9. Baizhang Huaihai (720–814) szkoła hongzhou
  - 37/10. Huangbo Xiyun (zm. 850)
    - 38/11. Linji Yixuan (zm. 867)
      - 39/12. Weifu Dajue (bd)
      - 39/12. Zhenzhou Wanshou (bd)
      - 39/12. Youzhou Tangong (bd)
      - 39/12. Zhexi Shanquan (bd)
      - 39/12. Tongfeng Anzhu (bd)
      - 39/12. Dingzhou Cuichan (bd)
      - 39/12. Zhuozhou Kefu (bd)
      - 39/12. Fubei Anzhu (bd)
      - 39/12. Xiangzhou Licun (bd)
      - 39/12. Xingshan Jianhong (bd)
      - 39/12. Guanqi Ezhou (bd) (Guanxi)
      - 39/12. Ding Shanzuo (bd)
      - 39/12. Qisong (bd)
      - 39/12. Yunshan (bd)
      - 39/12. Shanyang Anzhu (bd)
      - 39/12. Huxi Anzhu (nd)
      - 39/12. Cangzhou Meicang (bd)
      - 39/12. Silla Zhiyi (bd)
      - 39/12. Baozhou Yanzhao (bd)
        - 40/13. Xiyuan Siming (bd)

      - 39/12. Zhiyi Daozhe (bd)
        - 40/13. Suozhou Tankong (bd)

      - 39/12. Guanqi Zhixian (zm. 895))
        - 40/13. Luzu Sanjiao (bd)

      - 39/12. Sansheng Huiran (Zhenzhou) (bd)
        - 40/13. Zhenzhou Dabei (bd)

      - 39/12. Luopu Yuan’an (834–898)
      - 39/12. Xinghua Cunjiang (Weifu) (830–925)
        - 40/13. Nanyuan Huiyong (Baoying) (860–930)
          - 41/14. Fengxue Yanzhao (896–973)
            - 42/15. Guang Huizhen (bd)
            - 42/15. Chang Xingman (bd)
            - 42/15. Shoushan Xingnian (Shengnian) (926–993)
              - 43/16. Guanhui Yuanlian (951–1036)
                - 44/17. Yang Yi (974–1020) wydał i obdarzył wstępem Chuandeng lu (1009)

              - 43/16. Shexian Guixing (bd)
                - 44/17. Fushan Fayuan (991–1067) (zobacz: szkoła caodong -przypisy)

              - 43/16. Guangjiao Guisheng (bd)
              - 43/16. Tiefo Zhisong (bd)
              - 43/16. Guyin Yuncong (965–1032)
                - 44/17. Li Zunxu (988–1038) Guangdeng lu
                - 44/17. Yongqing Guangpu (bd)
                - 44/17. Fenghuang Liaotong (bd)
                - 44/17. Shouning Huiling (bd)
                - 44/17. Zhuyuan Faxian (bd)
                - 44/17. Yongfu Yanzhao (bd)
                - 44/17. Dacheng Dezun (bd)
                - 44/17. Jingqing Zhusu (bd)
                - 44/17. Cuiyan Huiyue (bd)
                - 44/17. Starszy Yueyuan (bd)

              - 43/16. Sanjiao Zhisong (bd)
              - 43/16. Zhenhui Yuanlian (951–1036)
              - 43/16. Huangbo Mi (bd)
              - 43/16. Renwang Chuping (bd)
              - 43/16. Zhimen Huihan (bd)
              - 43/16. Nantai Qikuang (bd)
              - 43/16. Lumen Huizhao (bd)
              - 43/16. Guanghui Yuanlian (bd)
                - 44/17. Yangyi (bd)

              - 43/16. Ganming Huaizhi (Shoushan) (bd)
              - 43/16. Shexian Guixing (bd)
                - 44/17. Fushan Fayuan (991–1067)

              - 43/16. Fenyang Shanzhao (947–1024)
                - 44/17. Dadao Guquan (zm. 1060)
                - 44/17. Cuiyan Shouzhi (bd)
                  - 45/18. Yunfeng Wenyue (998–1062)

                - 44/17. Dongchan Shouzi (zm. 1056)
                - 44/17. Dayu Shouzhi (bd)
                - 44/17. Langye Huijue
                  - 45/18. Changshui Zixuan (zm. 1038)
                    - 46/19. Dagui Muzhe (zm. 1095)

              - 43/16. Taizi Shanzhao (947–1024)
                - 44/17. Taizi Daoyi (bd)
                - 44/17. Langye Huijue (bd)
                - 44/17. Longhua Xiaoyu (bd)
                - 44/17. Longtan Zhiyuan (bd)
                - 44/17. Dongchan Shouzi (zm. 1056)
                - 44/17. Shishuang Chuyuan (Ziming; Nanyuan) (987–1040)
                  - 45/18. Cuiyan Kechen (zm. 1064)
                    - 46/19. Dagui Muzhe (zm. 1096)

                  - 45/18. Huanglong Huinan (1002–1069) odłam huanglong
                    - 46/19. Xuefeng Daoyuan (bd)
                    - 46/19. Baofeng Kewen (Letan?, także jako Yun’an Kewen) (1025–1102)
                      - 47/20. Doushuai Congyue (1044–1091)
                      - 47/20. Juefan Huihong (1071–1128)

                    - 46/19. Zhaoxue Changzong (Donglin) (1025–1091)
                      - 47/20. Su Dongpo (Dongpo Jushi) (1036–1101) poeta

                    - 46/19. Yungai Shouzhi (1025–1115)
                    - 46/19.
                      - 47/20. Chantang Wenzhu (1066–1115)

                    - 46/19.
                      - 47/20. Chanling Shouzhuo (1065–1123)

                    - 46/19. Huitang Zuxin (1071–1115)
                      - 47/20. Huanglong Shixin (zm. 1139)
                      - 47/20. Sixin Wuxin (1044–1115)
                      - 47/20. Huanglong Xinsou (1071–1115)
                        - 48/21. Linguan Weiqing (zm. 1117)
                          - 49/22. Changling Shouzhuo (ok. 1060–1130)
                            - 50/23. Wushi Jiechen (ok. 1080–1150)
                              - 51/24. Xinwen Tanbi (Tanfen) (ok. 1100–1170)
                                - 52/25. Xue’an Congjin (ok. 1115–1185)
                                  - 53/26. Xu’an Huaichang (ok. 1125–1195)
                                    - 54/27/1. Eisai Myōan (1141–1225) Japonia. Szkoła rinzai.

                  - 45/18. Yangqi Fanghui (992–1049) odłam yangqi
                    - 46/19. Du Lingyu (1024–1072)
                    - 46/19. Baiyun Shouduan (1025–1072
                      - 47/20. Wuzu Fayan (1024–1104)
                        - 48/21. Taiping Huiqin (bd)
                        - 48/21. Fojian Huiqin (1060–1117)
                          - 49/22. Fodeng Shoujun (1040?–1134)

                        - 48/21. Foyan Qingyuan (1067–1120)
                          - 49/22. Zhu’an Shigui (1083–1146)

                        - 48/21. Kaifu Daoning (zm. 1113)
                          - 49/22. Yue’an Shanguo (1079–1152)
                            - 50/23. Laona Zudeng (bd) (Dahong Zuzheng?)
                              - 51/24. Yuelin Shiguan (1143–1217)
                                - 52/25. Wumen Huikai (1183–1260) Wumenguan
                                  - 53/26. Zhangsan (bd)
                                  - 53/26. Xindi Juexin (bd)
                                  - 53/26/1. Shinchi Kakushin (1207–1298) Japonia. Szkoła rinzai.

                        - 48/21. Yuanwu Keqin (1063–1135) dopisał komentarze do Koanów w Biyan lu
                          - 49/22. Foxing Fatai (bd)
                            - 50/23. Lingyan Chongao (bd)

                          - 49/22. Huguo Jingyuan (1094–1146)
                            - 50/23. Huo’an Shidi (1108–1179)
                            - 50/23. Xingshan Weiguan (być może ten sam, co powyżej?)

                          - 49/22. Dahui Zonggao (1080–1163)
                            - 50/23. Daoqian (bd)
                            - 50/23. Zongyuan (bd)
                            - 50/23. Kaixi Daoxian (bd)
                            - 50/23. Zhuo’an Deguang (Fozhao) (1121–1203)
                              - 51/24. Wuji Liaopai (bd)
                              - 51/24. Yuwang Ruyan (Jingshan) (zm. 1125)
                                - 52/25. Huiyan Zhizhao (bd)

                              - 51/24/1. Dainichi Nōnin (zm. 1195) Japonia. Szkoła Darumy.
                              - 51/24. Pojian Jijian? (Bojian Jujian?) (1164–1246)
                                - 52/25. Wuchu Daguan (1201–1268)

                          - 49/22. Huqiu Shaolong (1077–1136)
                            - 50/23. Ying’an Tanhua (1103–1163)
                              - 51/24. Mi’an Xijie (Xianjie) (1118–1186)
                                - 52/25. Songyuan Chongyue (1139–1209)
                                  - 53/26. Wuming Huixing (bd)
                                    - 54/27/1. Lanxi Daolong (1213–1278)

                                  - 53/26. Yun’an Puyan (1156–1226)
                                    - 54/27. Xutang Zhiyu (1185–1269)
                                      - 55/28/1. Mushō Jōshō (1234–1306)
                                      - 55/28/1. Nampo Jōmyō (1235–1309)

                                - 52/25. Po’an Zuxian (1136–1211)
                                  - 53/26. Wuzhun Yuanzhao (1177–1249)
                                    - 54/27/1. Wuxue Zuyuan (Foguang) (1226–1286) Japonia. Szkoła rinzai.
                                    - 54/27/1. Wu’an Puning Japonia. Szkoła rinzai.
                                    - 54/27/1. Enni Benen (Shōichi Kokushi) (1201–1280) Japonia. Szkoła rinzai.
                                    - 54/27. Wanji Xingmi (bd)
                                      - 55/28/1. Yishan Yining (1247–1317) Japonia. Szkoła rinzai.

                                    - 54/27. Xueyan Huilang (Zuqin) (1216–1287)
                                      - 55/28. Ji’an Zongxin) (bd)
                                        - 56/29. Shiwu Qinggong (1272–1352)

 ;* 57/30/1. T’aego Poŭ (1301–1382) Korea. Szkoła imje chong.
- -     -       -         -           -             -               -                 -                   -                     -                       -                         -                           -                             -                               -                                 -                                   -                                     -                                       - 55/28. Gaofeng Yuanmiao (12381295)
                                        - 56/29. Zhongfeng Mingben (1263–1323)
                                          - 57/30/1. Kosen Ingen (1295–1374) Japonia. Szkoła rinzai.
                                          - 57/30. Qianyan Yuanzhang (1284–1357)
                                            - 58/31. Wanfeng Shiwei (1313–1381)
                                              - 59/32. Baozang Puchi (bd)
                                                - 60/33. Dongming Huichan (1372–1441)
                                                  - 61/34. Haizhou Yongci (1394–1466)
                                                    - 62/35. Yufeng Zhixuan (zm. 1472)
                                                      - 63/36. Tianqi Benrui (zm. 1503)
                                                        - 64/37. Wuwen Mingcong (zm. 1543)
                                                          - 65/38. Xiaoyan Debao (1512–1581)
                                                            - 66/39. Yunqi Zhuhong (1535–1615)
                                                            - 66/39. Huanyou Zhengchuan (1549–1614)
                                                              - 67/40. Miyun Yuanwu (1566–1643)
                                                                - 68/41. Feiyin Tongrong (1593–1661)

                                    - 54/27. Jingci Miaolun (1201–1261)
                                      - 55/28. Ruiyan Wenbao (zm. 1335)
                                        - 56/29. Huading Xiandu (1265–1334)
                                          - 57/30. Fulin Zhidu (1304–1370)
                                            - 58/31. Guzhuo Changjun (bd)
                                              - 59/32. Wuji Mingwu (bd)
                                                - 60/33. Taigang Cheng (bd)
                                                  - 61/34. Yifeng Ning  (zm. 1491)
                                                    - 62/35. Tianmu Baofangjin (bd)
                                                      - 63/36. Yeweng Huixiao (bd)
                                                        - 64/37. Wuqu Rukong (1491–1580)
                                                          - 65/38. Wuhuan Xingchong (1540–1611)
                                                            - 66/39. Xingshan Huiguang (1576–1620)
                                                              - 67/40. Puming Deyong (1587–1642)
                                                                - 68/41. Gao’an Yuanqing (bd)
                                                                  - 69/42. Benzhi Mingjue (bd)
                                                                    - 70/43. Zibo Zhenke (1543–1603)
                                                                      - 71/44. Duanxu Ruhong (bd)
                                                                        - 72/45. Chunjie Xingkui (bd)
                                                                          - 73/46. Ciyun Haijun (bd)
                                                                            - 74/47. Zhisheng Jiwen (bd)
                                                                              - 75/48. Duanyuan Zhaohua (bd)
                                                                                - 76/49. Qi’an Puming (bd)
                                                                                  - 77/50. Taoqiao Tongsheng (bd)
                                                                                    - 78/51. Wuxiu Xinkong (bd)
                                                                                      - 79/52. Honghua Yuanwu (bd)
                                                                                        - 80/53. Xiangqing Guangsong (bd)
                                                                                          - 81/54. Shoudao Xuxian (bd)
                                                                                            - 82/55. Zhengyue Benchao (bd)
                                                                                              - 83/56. Yongchang Jueshen (bd)
                                                                                                - 84/57. Fanglai Changyuan (bd)
                                                                                                  - 85/58. Huowu Longcan (bd)
                                                                                                    - 86/59. Weichao Nengcan (bd)
                                                                                                      - 87/60. Qiliang Renfan (bd)
                                                                                                        - 88/61. Miaolian Shenghua (bd)
                                                                                                          - 89/62. Dingfeng Guocheng (bd)
                                                                                                            - 90/63. Shanci Changkai (bd)
                                                                                                              - 91/64. Deqing Yanche (Xuyun) (1840–1959)
                                                                                                                - 92/65. Fohui Kuanyin (bd)
                                                                                                                  - 93/66. Lingyuan Hongmiao (1902–1988)
                                                                                                                    - 94/67. Zhigang Weirou (1930–2009)